# Thế giới máy bay (phim)
Planes là một bộ phim hoạt hình 3D hài thể thao được dựng hình bằng vi tính của Mỹ do DisneyToon Stuios sản xuất và Walt Disney Pictures phát hành. Đây là phim lấy cảm hứng từ loạt phim Cars của Pixar và là phần đầu tiên trong bộ ba phần được lên kế hoạch sản xuất. Mặc dù không được sản xuất bởi Pixar, nhưng bộ phim đã được điều hành sản xuất bởi giám đốc sáng tạo của Pixar - John Lasseter, người đã đạo diễn loạt phim Cars.
Giống như hầu hết các bộ phim của DisneyToon, Planes ban đầu được dự định phát hành dưới dạng DVD, nhưng sau đó vào ngày 9 tháng 8 năm 2013 bộ phim được phát hành rộng rãi tại các rạp chiếu phim với các định dạng Disney Digital 3D và RealD 3D với tổng doanh thu toàn thế giới đạt 219,788,712 USD. Phần tiếp theo của bộ phim với tên gọi Planes: Fire & Rescue, dự kiến phát hành tại các rạp phim vào 18 tháng 7 năm 2014.

## Cốt truyện
Dusty Crophopper là một máy bay chuyên phun thuốc trừ sâu cho cây trồng làm việc tại cánh một đồng ngô và thường xuyên thử tài nhào lộn trên không trong thời gian rãnh rỗi của mình, ước mơ của anh ta là trở thành một tay đua. Giấc mơ của anh ta bị xem là vớ vẩn bởi ông chủ Leadbottom và người bạn thợ máy/xe nâng của mình, Dottie. Tuy nhiên, anh ta được ủng hộ bởi người bạn xe tải nhiên liệu của mình, Chug. Dusty và Chug cùng nhau tập luyện cho vòng loại sắp tới của giải đua Toàn cầu Wings. Vào đêm trước khi diễn ra vòng loại, Dusty đến hỏi một cựu máy bay hải quân sống ẩn dật tên là Skipper Riley làm thế nào để bay giỏi nhưng bị Skipper từ chối. Dusty tiến vào vòng loại, mặc dù bị khán giả chế giễu mình là một máy bay phun thuốc, nhưng Dusty cố gắng không quan tâm và tập trung để hoàn thành phần thi của mình thật tốt.
Sáng hôm sau, Skipper đến thăm Dusty và cố gắng khuyên rằng Dusty nên rút khỏi cuộc đua, nhưng khi Dusty giải thích anh ta muốn chứng minh mình không chỉ là một máy bay phun thuốc, Skipper đã quyết định chỉ dạy Dusty cách điều khiển tốc độ và sự nhanh nhẹn của mình. Trong khi tập luyện, Dusty thừa nhận mình sợ độ cao. Tuy nhiên họ vẫn tiếp tục tập luyện cho tới khi nó hoàn thành. Dusty tham dự cuộc hợp báo của cuộc đua tại sân bay John F. Kennedy, nơi anh ta kết bạn với một máy bay đua đến từ México có tính lập dị nhưng trung thành tên El Chupacabra, người cuối cùng rơi vào tình yêu với một tay đua xinh đẹp người Canada gốc Pháp tên là Rochelle. Dusty sau đó đụng độ một đối thủ kiêu ngạo 3 lần đoạt giải vô địch, máy bay Ripslinger, một kẻ chỉ xem Dusty như một máy bay phun thuốc. Dusty lúc này cũng rơi vào tình yêu với một chiếc máy bay đua tên là Ishani. Trong chặng đầu tiên của cuộc đua từ New York đến Iceland, chứng sợ độ cao của Dusty khiến cho anh ta kết thúc ở vị trí cuối cùng. Trong chặng thứ hai của cuộc đua ở Đức, Dusty cho thấy sự tiến bộ của mình bằng việc đuổi kịp các tay đua khác.
Trong chặng đua ở Ấn Độ, Ishani cho Dusty một số lời khuyên làm thế nào để bay thấp qua dãy Himalaya bằng cách bay theo một số đường ray xe lửa. Tuy nhiên, sau khi gặp phải một đường hầm và hầu như không có khả năng bay qua nó, Dusty nhận ra Ishani cố tình cho anh ta lời khuyên xấu để có được một bộ cánh quạt mới từ Ripslinger và anh ta bắt đầu tránh xa cô. Cuộc đua tiếp tục, Dusty cố gắng để có được vị trí đầu tiên. Tại Thượng Hải, Dusty tìm cách để giúp El Chupacabra giành chiến thắng trước Rochelle bằng một bài hát lãng mạn. Trong chặng đua thứ 6 qua Thái Bình Dương, tay sai của Ripslinger, Ned và Zed, theo mệnh lệnh của Ripslinger, phá hoại ăng-ten định hướng của Dusty. Bị mất phương hướng và cạn nhiên liệu, một cách kì diệu Dusty bay ngang qua tàu sân bay USS Flysenhower (lấy cảm cảm hứng từ tàu sân bay USS Dwight D. Eisenhower mã hiệu CVN-69 ở ngoài đời thực) cho phép anh ta hạ cánh để sửa chữa ăng-ten và tiếp nhiên liệu. Trong khi ở trên tàu, Dusty vô tình nhìn thấy một hội trường được thành lập cho phi đội Jolly Wrenches của Skipper, nhưng anh phát hiện ra là Skipper chỉ thực hiện duy nhất một nhiệm vụ, đó là nhiệm vụ tuần tra ở kênh đào Glendal, điều này mâu thuẫn với danh tiếng trước đây của Skipper như một cựu chiến binh đã tham gia nhiều trận đánh trong cuộc Đại chiến Thế giới lần thứ 2. Sau đó Dusty buộc phải cất cánh để tiếp tục và phải chống chọi một cơn bão đang tới.
Dusty bị phân tâm do suy nghĩ của mình về Skipper nên anh đâm xuống đại dương nhưng cuối cùng được giải cứu. Dusty được đưa tới México để gặp bạn bè của mình nhưng anh bị hư hỏng nghiêm trọng và không bao giờ có thể bay một lần nữa. Skipper thú nhận với Dusty rằng ông đã thực sự chỉ bay duy nhất một nhiệm vụ trong trận Thái Bình Dương, nơi toàn bộ phi đội gồm các học viên của mình đã bị giết chết trong một cuộc tấn công vào 1 hạm đội tàu chiến của Hải quân Đế quốc Nhật Bản. Skipper là người sống sót duy nhất, nhưng bị giằng xé bởi cảm giác tội lỗi của mình, ông không bao giờ dám đào tạo máy bay khác hoặc bay một lần nào nữa. Mất niềm tin và đau khổ, Dusty quyết định rút khỏi cuộc đua, nhưng anh nhận được nhiều lời khuyến khích từ bạn bè của mình và người hâm mộ để anh tiếp tục đua và tất cả hiến tặng các bộ phận để sửa chữa Dusty.
Với sự thay đổi của trái tim và tinh thần phục hồi, Dusty đã quyết tâm để giành chiến thắng cuộc đua nhưng Ripslinger vẫn không từ bỏ âm mưu và sẽ phá hoại bất cứ ai cản đường chiến thắng của mình. Ripslinger và đồng bọn của mình phục kích Dusty, nhưng bị cản trở bởi Skipper, người đã vượt qua mặc cảm tội lỗi của mình và đã đến giúp đỡ Dusty. Khi cố gắng để bắt kịp với Ripslinger, Dusty chinh phục nỗi sợ hãi độ cao khi động cơ của anh bắt đầu mất đi sức mạnh. 
Cả Dusty và Ripslinger đều vào vòng chung kết ở New York và Ripslinger dường như đã nắm trọn chiến thắng, thể hiện mình là giỏi nhất Ripslinger bay chậm lại để người hâm mộ chụp ảnh. Dusty cố gắng để qua mặt đối thủ và giành chiến thắng cuộc đua trong khi Ripslinger đâm vào một số nhà vệ sinh di động. Dusty nhận được những chúc mừng của bạn bè và người hâm mộ của mình và Skipper cảm ơn anh vì đã cho ông sự tự tin để bay một lần nữa. Skipper tái gia nhập lực lượng hải quân với Dusty như trợ thủ của mình và họ có một chuyến bay với nhau, kết thúc câu chuyện.

## Diễn viên lồng tiếng
- Dane Cook vai Dusty Crophopper[14][15] được lấy cảm hứng từ máy bay Air Tractor AT-502, Cessna và PZL-Mielec M-18 Dromader.[16]
- Stacy Keach vai Skipper Riley, một chiếc Chance Vought F4U Corsair và là cố vấn của Dusty[17]
- Danny Mann vai Sparky, một chiếc xe nâng
- Priyanka Chopra vai Ishani, dựa trên chiếc AeroCad AeroCanard[18]
- Brad Garrett vai Chug, một chiếc xe tải nhiên liệu[17]
- Teri Hatcher vais Dottie, chiếc xe nâng[17]
- Cedric the Entertainer vai Leadbottom, một máy bay cánh kép[17]
- Julia Louis-Dreyfus vai Rochelle, một chiếc máy bay đua.[17]
- Roger Craig Smith vai Ripslinger, một chiếc máy bay làm từ sợi carbon và là đối thủ nặng cân của Dusty.[10][17]
- Gabriel Iglesias vai Ned và Zed, tay sai của Ripslinger[17]
- John Cleese vai Bulldog, một chiếc de Havilland DH.88 Comet[19]
- Carlos Alazraqui vai El Chupacabra, một chiếc Gee Bee Model R[16][20]
- Val Kilmer vai Bravo, một chiếc máy bay tiêm kích Boeing F/A-18E Super Hornet[17]
- Anthony Edwards vai Echo, một chiếc máy bay tiêm kích Boeing F/A-18E Super Hornet[17]
- Colin Cowherd vai Colin Cowling, một kinh khí cầu.[17] Ở phiên bản phát hành tại Anh Quốc, nhân vật này được đặt tên là Lofty Crofty và được lồng tiếng bởi nhà phê bình David Croft của tờ Sky Sports.[21]
- Sinbad vai Roper, một xe nâng[17]
- Oliver Kalkofe vai Franz hay còn được gọi là Von Fliegenhosen, một xe bay Aerocar đến từ Đức[19][22]
- Brent Musburger vai Brent Mustangburger, một chiếc 1964½ Ford Mustang[19]
- John Ratzenberger vai Harland, một máy bay phản lực[16][23]
- Barney Harwood vai Sky Cam 1, một máy bay quay phim trận đua tại Đức

## Quá trình sản xuất
Planes được dựa trên ý tưởng được tạo ra bởi John Lasseter. Mặc dù Pixar không sản xuất bộ phim, nhưng Lasseter, giám đốc sáng tạo của cả hai hãng phim Pixar và Walt Disney Animation Studios và là giám đốc sản xuất của Cars và Cars 2, cũng là giám đốc sản xuất của bộ phim. Các tác giả đã rất cố gắng để tạo ra một bộ phim lấy ý tưởng từ Cars nhưng hoàn toàn không liên quan tới Cars. Nhóm làm phim cũng tiến hành nghiên cứu bằng cách phỏng vấn một số người lái của các loại máy bay được sử dụng trong bộ phim.. Jon Cryer ban đầu đã được công bố sẽ lồng tiếng cho nhân vật chính Dusty, nhưng sau đó bị hủy và được thay thế bởi Dane Cook. Một phiên bản sửa đổi của teaser trailer cho bộ phim (giọng của Cook thay cho giọng của Cryer) được phát hành vào ngày 27 tháng 2 năm 2013. Tuy nhiên Cryer cũng được tính vào phim cho phần "câu chuyện bổ sung", cùng với Bobs Gannaway.

## Phát hành

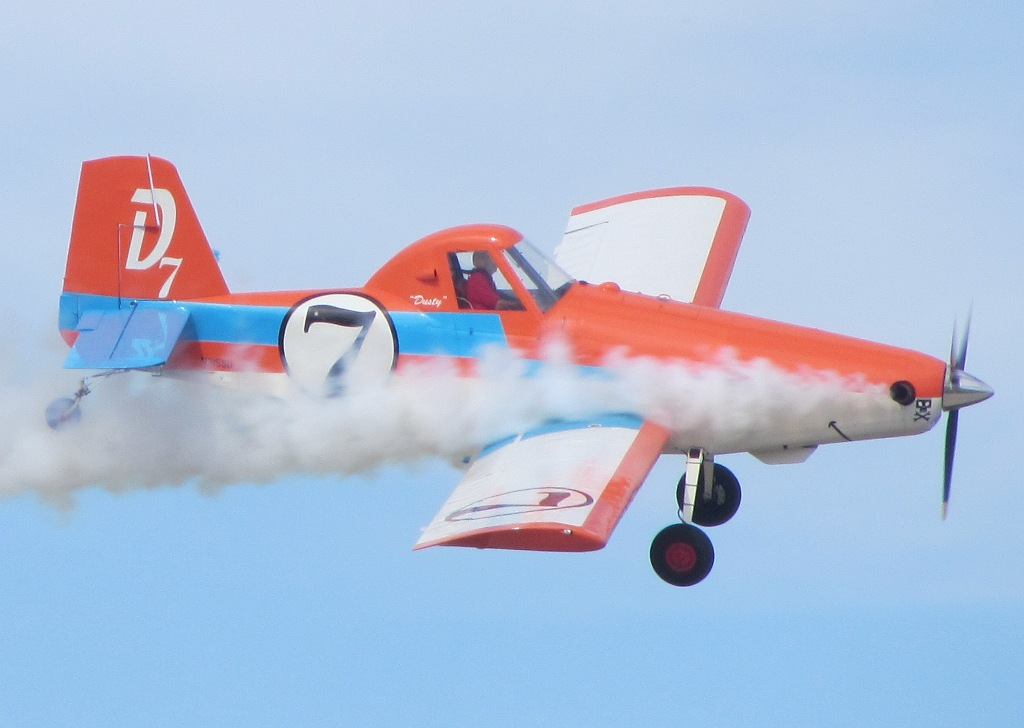
Một chiếc Air Tractor AT-400 được sơn giống Dusty trình diễn tại EAA AirVenture Oshkosh, nơi bộ phim đã có một buổi chiếu đặc biệt.

Planes được lên kế hoạch phát hành ở Bắc Mỹ dưới định dạng DVD trong mùa thu 2013, trong khi đó phát hành tại các rạp ở châu Âu, nhưng cuối cùng Disney quyết định để cho bộ phim ra rạp trên toàn cầu. Đây là bộ phim đầu tiên của DisneyToon Studios phát hành tại các rạp ở Bắc Mỹ kể từ Heffalump Movie Pooh vào năm 2005.
Bộ phim công chiếu vào ngày 02 tháng 8 năm 2013, tại một buổi chiếu đặc biệt ở Nhà hát Fly-In trong khuôn khổ EAA AirVenture Oshkosh, một sự kiện thường niên của những người đam mê hàng không ở Oshkosh, Wisconsin. Cùng với buổi chiếu đặc biệt của bộ phim, Disney đã mang đến một Dusty phiên bản thực để tham gia hoạt động. Phiên bản đời thực của Dusty là một máy bay Air Tracto AT-400A người lái sử dụng trong nông nghiệp thuộc sở hữu của Rusty Lindema. Bộ phim được phát hành rộng rãi tại các rạp chiếu phim vào ngày 09 tháng 8 năm 2013, khi nó cũng được trình chiếu tại hội chợ triển lãm D23 ở Anaheim, California, một hội nghị hai năm một lần cho người hâm mộ Disney.
Planes đã được phát hành bởi Walt Disney Studios Home Entertainment dưới định dạng DVD, Blu-ray và Blu-ray 3D vào ngày 19 tháng 11 năm 2013. Phần cộng thêm của đĩa Blu-ray bao gồm "Song Franz"; một chuỗi thay thế được sản xuất dành riêng cho Blu-ray và phiên bản HD digital, phim "Klay's Fight Plan" mà sau cuộc hành trình cá nhân của đạo diễn Klay Hall trong quá trình làm phim, hai cảnh bị xóa với lời giới thiệu của đạo diễn và nhà sản xuất, các nhân vật phim, và "Top Ten Flyers", một đồng hồ đếm ngược phi công vĩ đại nhất trong lịch sử được tạo ra bởi Colin Cowherd.

## Đón nhận

### Ý kiến chuyên môn
Planes nhận được đánh giá tiêu cực từ các nhà phê bình. Trang tổng hợp kết quả đánh giá Rotten Tomatoes thống kê rằng có 27% các nhà phê bình cho bộ phim nhận xét tiêu cực từ 112 bài đánh giá, với điểm số trung bình là 4,6/10,. Sự đồng thuận giữa các trang đánh giá cho rằng: "Máy bay có đủ màu sắc tươi sáng, tiếng nói ngốc nghếch, và hình ảnh động mượt mà để đánh lạc hướng một số khán giả trẻ cho 92 phút - và có thể bán rất nhiều đồ chơi - nhưng trên hết, đó là một sự thất vọng đối với Disney". Một trang đánh giá khác, Metacritic, gán một đánh giá bình thường trong số 100 đánh giá hàng đầu từ các nhà phê bình, cho điểm trung bình 39 dựa trên 32 đánh giá, chỉ ra "nói chung không thuận lợi". Tuy nhiên, bộ phim giành được một điểm "A" từ khán giả được hỏi bởi trang CinemaScore.

### Doanh thu phòng vé
Planes đã thu về 90,288,712 USD tại Bắc Mỹ và Canada, 129,500,000 USD ở các quốc gia khác, tổng doanh thu toàn cầu của bộ phim là 219,788,712 USD. Doanh thu 3 ngày cuối tuần đầu tiên của phim là 22,232,291 USD, xếp sau Elysium và We're the Millers.

## Nhạc phim
Nhạc nền của bộ phim được sáng tác bởi Mark Mancina. Nhạc phim được phát hành bởi Walt Disney Records vào ngày 6 tháng 8 năm 2013.
Danh sách bài hát
Tất cả nhạc phẩm được soạn bởi Mark Mancina (ngoại trừ các bài đã chú thích).
| STT              | Nhan đề                                                         | Thời lượng |
| ---------------- | --------------------------------------------------------------- | ---------- |
| 1.               | "Nothing Can Stop Me Now" (thực hiện bởi Mark Holman)           | 3:14       |
| 2.               | "You Don't Stop NYC" (thực hiện bởi Chris Classic và Alana D)   | 3:49       |
| 3.               | "Fly" (thực hiện bởi Jon Stevens)                               | 2:58       |
| 4.               | "Planes"                                                        | 2:33       |
| 5.               | "Crop Duster"                                                   | 1:20       |
| 6.               | "Last Contestant"                                               | 1:27       |
| 7.               | "Hello Lincoln/Sixth Place"                                     | 1:06       |
| 8.               | "Show Me What You Got"                                          | 1:21       |
| 9.               | "Dusty Steps Into History"                                      | 1:06       |
| 10.              | "Start Your Engines"                                            | 1:59       |
| 11.              | "Leg 2/Bulldog Thanks Dusty"                                    | 2:22       |
| 12.              | "Skipper Tries to Fly"                                          | 0:51       |
| 13.              | "Dusty & Ishani"                                                | 2:38       |
| 14.              | "The Tunnel"                                                    | 1:22       |
| 15.              | "Running on Fumes"                                              | 3:10       |
| 16.              | "Get Above the Storm"                                           | 1:11       |
| 17.              | "Dusty Has to Ditch"                                            | 0:58       |
| 18.              | "Skipper's Story"                                               | 2:17       |
| 19.              | "You're a Racer"                                                | 2:52       |
| 20.              | "Leg 7"                                                         | 3:03       |
| 21.              | "Skipper to the Rescue"                                         | 1:58       |
| 22.              | "Dusty Soars"                                                   | 1:32       |
| 23.              | "1st Place"                                                     | 1:55       |
| 24.              | "A True Victory"                                                | 0:41       |
| 25.              | "Honorary Jolly Wrench"                                         | 0:53       |
| 26.              | "Skipper's Theme" (thực hiện bởi Volo Pro Veritas)              | 1:13       |
| 27.              | "Love Machine" (thực hiện bởi Carlos Alazraqui and Antonio Sol) | 1:45       |
| 28.              | "Ein Crop Duster Can Race" (thực hiện bởi Dave Wittenberg)      | 1:11       |
| 29.              | "Armadillo"                                                     | 0:39       |
| Tổng thời lượng: | Tổng thời lượng:                                                | 53:24      |

## Trò chơi
Disney's Planes do Disney Interactive phát hành vào ngày 6 tháng 8 năm 2013, một video game dựa trên bộ phim. Trò chơi được phát hành trên Wii U, Wii, Nintendo 3DS, và Nintendo DS.

## Phần tiếp theo
Phần tiếp theo của bộ phim, Planes: Fire & Rescue dự kiến phát hành tại các rạp phim vào ngày 18 tháng 7 năm 2014. Bobs Gannaway tác giả của Jake and the Never Land Pirates, sẽ chỉ đạo bộ phim. Dane Cook sẽ tiếp tục nhận vai Dusty trong khi sẽ bổ sung thêm Julie Bowen vào vai Lil' Dipper. Mark Mancina sẽ một lần nữa đảm nhiệm vai trò sản xuất âm nhạc cho bộ phim.